# Kościół Najświętszej Maryi Panny i klasztor Karmelitów Trzewiczkowych w Horodyszczu
Kościół Najświętszej Maryi Panny i klasztor Karmelitów Trzewiczkowych w Horodyszczu – barokowy zespół klasztorny w Horodyszczu na Wołyniu. Położony na wysokim brzegu nad stawem. Architekt – Paweł Giżycki. 

## Historia
W 1662 w Horodyszczu został ufundowany monaster karmelitów trzewiczkowych. Fundatorem klasztoru był Jan Pogroszewski. W 1746 na miejscu tegoż obiektu z fundacji Stanisława i Józefa Lubomirskich zbudowany został nowy klasztor w stylu barokowym. Kompleks zabudowań poświęcił 12 maja 1782 biskup Jan Chryzostom Kaczkowski. Własnością wspólnoty były wsie Horodyszcze i Paszuki, fundatorzy przekazali też zakonnikom 102 tys. złotych. Klasztor był ważnym celem pielgrzymkowym, szczególną czcią był otaczany znajdujący się w nim obraz Matki Boskiej Szkaplerznej. 
W klasztorze w Horodyszczu znajdowały się nagrobki kapelana konfederatów barskich ks. Marka Jandołowicza oraz gen. Stanisława Eustachego Zakrzewskiego.
Klasztor został skasowany w 1831 roku w ramach represji po powstaniu listopadowym, wspieranym przez polskie duchowieństwo katolickie. W głównym kościele otwarto parafialną cerkiew prawosławną. W 1858 władze carskie przekazały zabudowania klasztoru karmelitów prawosławnej wspólnocie monastycznej.